# Эрух
Эрух (тур. Eruh) — город и район в провинции Сиирт (Турция).

## История
Люди жили в этих местах ещё со времён царства Урарту. Впоследствии город входил в состав разных государств; в XVI веке он попал в состав Османской империи.